# Blepisanis holonigra
Blepisanis holonigra là một loài bọ cánh cứng trong họ Cerambycidae.